# Торсен, Ян Эйнар
Ян Эйнар Торсен (норв. Jan Einar Thorsen, род. 31 августа 1966, Берум, Акерсхус) — бывший норвежский горнолыжник, бронзовый призёр Олимпийских игр 1992 года в супергиганте.
Дебютировал в Кубке мира 12 декабря 1987 года в скоростном спуске в итальянской Валь-Гардене и сразу занял 4-е место. Однако на подиум на этапе Кубка мира Торсен сумел подняться лишь через 4 с лишним года, в марте 1992 года в японской Мориоке в супергиганте. К тому времени он уже имел в своём активе олимпийскую награду — на зимней Олимпиаде-1992 в Альбервиле Ян Эйнар выиграл бронзу в супергиганте, уступив лишь Четилю Андре Омодту и Марку Жирарделли. У ставшего 4-м Уле Кристиана Фурусета Торсен выиграл 4 сотых секунды. Там же в Альбервиле Торсен занял пятое место в скоростном спуске.
5 декабря 1992 года Торсен впервые победил на этапе Кубка мира, выиграв супергигант в Валь-д’Изере (там же, где проходили старты горнолыжников на Олимпиаде-1992).
В 1994 году на Олимпиаде в Лиллехаммере Торсен был близок к ещё одной олимпийской медали, но в гигантском слаломе занял 4-е место, уступив 13 сотых бронзовому призёру австрийцу Кристиану Майеру. Там же в супергиганте Ян Эйнар занял 7-е место, а в скоростном спуске — 10-е место.
17 марта 1994 года в американском Вейле Торсен во второй раз выиграл супергигант на этапе Кубка мира, а через 2 дня последний раз в карьере вышел на старт этапа Кубка мира. В сезоне 1993/94 Торсен выиграл зачёт супергиганта, на 5 очков опередив прославленного Марка Жирарделли. В том же, последнем для себя сезоне, Ян Эйнар занял высшее в карьере шестое место в общем итоговом зачёте Кубка мира. После самого удачного сезона в возрасте 27 лет Торсен завершил свою спортивную карьеру.
Всего норвежец 71 раз выходил на старт этапов Кубка мира и 8 раз поднимался на подиум, выиграв 3 этапа.

## Кубки мира
- Супергигант — 1993/94

## Победы на этапах Кубка мира (3)
| № | Сезон   | Дата        | Место        | Дисциплина        |
| - | ------- | ----------- | ------------ | ----------------- |
| 1 | 1992/93 | 5 дек 1992  | Валь-д’Изер  | Супергигант       |
| 2 | 1993/94 | 18 янв 1994 | Кран-Монтана | Гигантский слалом |
| 3 | 1993/94 | 17 мар 1994 | Вейл         | Супергигант (2)   |

## Зимние Олимпийские игры
| Олимпийские игры | Скоростной спуск | Супергигант | Гигантский слалом | Слалом | Комбинация |
| ---------------- | ---------------- | ----------- | ----------------- | ------ | ---------- |
| 1988 Калгари     | 24               | DNF         | —                 | —      | DNF        |
| 1992 Альбервиль  | 5                | 3           | —                 | —      | 11         |
| 1994 Лиллехаммер | 10               | 7           | 4                 | —      | —          |